# Петерсон, Ронни
Бенгт Ронни Петерсон (швед. Bengt Ronnie Peterson, 14 февраля 1944, Эребру — 11 сентября 1978, Милан) — шведский автогонщик, выступавший в классе Формула-1, вице-чемпион мира 1971 и 1978 годов. Чемпион Европы Формулы-2 1971 года. Чемпион Формулы-3 1969 года.

## Картинг
Петерсон дебютировал картинговом чемпионате Швеции в 1962 году и уже в первый сезон занял второе место в классе D. Из десяти стартов он выиграл две гонки и еще дважды финишировал на подиуме. 
Во втором сезоне Петерсон стал чемпионом Швеции в классе D: из двенадцати гонок он выиграл восемь и дважды занял второе место.
Третий сезон оказался самым успешным: Петерсон стал третьим в чемпионате Швеции в классе D и победителем в классе A. Всего он выиграл 23 из 40 гонок, семь раз финишировал вторым и один раз — третьим. В четвёртом сезоне он выступал сразу в трёх классах — A, C и D. Петерсон выиграл чемпионат Швеции в классе C, стал вторым в классе D и занял третье место в чемпионате Европы в классе A.
В 1966 году он сосредоточился на выступлениях в классе A, поскольку параллельно начал карьеру в Формуле-3. В этом сезоне Петерсон стал третьим в чемпионатах Швеции и мира, а также завоевал титул чемпиона Европы.
Сезон 1967 года стал для него последним в картинге: Петерсон принял участие лишь в трех гонках, чего было недостаточно для достижения значимых результатов.

## Младшие Формулы
После картинга Петерсон перешел в Формулу-3, где выступал на автомобиле «Svebe», разработанном им совместно с отцом Бенгтом (который был пекарем) и Свеном Андерссоном.
Превосходные результаты с самого начала быстро привлекли внимание итальянской компании Tecno, которая подписала с ним контракт в 1968 году. Вместе с ними он выиграл чемпионат Формулы-3 1969 года.
Даже после перехода в Формулу-1 Петерсон продолжал участвовать в гонках более низкого уровня (что было обычным явлением в то время) и выиграл Европейский чемпионат Формулы-2 1971 года, выступая за команду March.

## Формула-1
На Гран-при Италии 1978 года он попал в аварию на старте. Был доставлен в больницу с переломами обеих ног. По словам врачей Петерсон находился в тяжёлом состоянии, однако его жизни ничего не угрожало. Тем не менее, ночью он скончался. Причиной смерти послужили травмы, вызвавшие жировую эмболию.

## Полная таблица результатов в Ф1
| Легенда к таблице |                                                                    |
| --- | ------------------------------------------------------------------ |
| В таблице перечислены результаты всех Гран-при Формулы-1, в которых принимал участие гонщик. Строками таблицы являются сезоны, столбцами — этапы чемпионата мира. В каждой клетке указаны сокращённое название этапа и результат, дополнительно обозначенный цветом. Расшифровка обозначений и цветов представлена в нижеследующей таблице. |                                                                    |
| \| Пример \| Описание \| \| ------------ \| ------------------------------------------------------------------ \| \| 1 \| Победитель \| \| 2 \| Второе место \| \| 3 \| Третье место \| \| 5 \| Финишировал, заработав очки \| \| Сход \| Не финишировал, но при этом заработал очки \| \| 12 \| Финишировал, не получив очков \| \| НКЛ \| Финишировал, но не попал в финальную классификацию \| \| 15 \| Участвовал вне зачёта, либо по отдельной классификации \| \| 18 \| Не финишировал, но попал в финальную классификацию \| \| Сход \| Не финишировал \| \| НКВ \| Не прошёл квалификацию \| \| НПКВ \| Не прошёл предквалификацию \| \| ДСК \| Дисквалифицирован \| \| ИСК \| Исключён из протокола соревнований \| \| ТТ \| Заявлен для участия только в тренировках \| \| НС \| Участвовал в квалификации, но не стартовал в гонке \| \| Т \| Травмирован или болен \| \| ОТК \| Отказ от участия \| \| НТР \| Прибыл на соревнования, но на трассу не выезжал \| \| НПР \| Был заявлен в числе участников, но не прибыл к началу соревнований \| \| О \| Соревнования отменены \| \| \| Не участвовал \| \| Поул-позиция \| \| \| Быстрый круг \| \| |                                                                    |
| Пример | Описание                                                           |
| 1 | Победитель                                                         |
| 2 | Второе место                                                       |
| 3 | Третье место                                                       |
| 5 | Финишировал, заработав очки                                        |
| Сход | Не финишировал, но при этом заработал очки                         |
| 12 | Финишировал, не получив очков                                      |
| НКЛ | Финишировал, но не попал в финальную классификацию                 |
| 15 | Участвовал вне зачёта, либо по отдельной классификации             |
| 18 | Не финишировал, но попал в финальную классификацию                 |
| Сход | Не финишировал                                                     |
| НКВ | Не прошёл квалификацию                                             |
| НПКВ | Не прошёл предквалификацию                                         |
| ДСК | Дисквалифицирован                                                  |
| ИСК | Исключён из протокола соревнований                                 |
| ТТ | Заявлен для участия только в тренировках                           |
| НС | Участвовал в квалификации, но не стартовал в гонке                 |
| Т | Травмирован или болен                                              |
| ОТК | Отказ от участия                                                   |
| НТР | Прибыл на соревнования, но на трассу не выезжал                    |
| НПР | Был заявлен в числе участников, но не прибыл к началу соревнований |
| О | Соревнования отменены                                              |
| | Не участвовал                                                      |
| Поул-позиция |                                                                    |
| Быстрый круг |                                                                    |

| Год  | Команда                         | Шасси | Двигатель     | 1        | 2        | 3        | 4        | 5        | 6        | 7        | 8        | 9        | 10       | 11       | 12       | 13       | 14       | 15       | 16       | 17       | Место | Очки |
| ---- | ------------------------------- | ----- | ------------- | -------- | -------- | -------- | -------- | -------- | -------- | -------- | -------- | -------- | -------- | -------- | -------- | -------- | -------- | -------- | -------- | -------- | ----- | ---- |
| 1970 | Antique Automobiles Racing Team | 701   | Cosworth V8   | ЮАР      | ИСП      | МОН 7    | БЕЛ НКЛ  |          |          |          |          |          |          |          |          |          |          |          |          |          | -     | 0    |
| 1970 | Colin Crabbe Racing             | 701   | Cosworth V8   |          |          |          |          | НИД 9    | ФРА Сход | ВЕЛ 9    | ГЕР Сход | АВТ      | ИТА Сход | КАН НКЛ  | США 11   | МЕК      |          |          |          |          | -     | 0    |
| 1971 | March                           | 711   | Cosworth V8   | ЮАР 10   | ИСП Сход | МОН 2    | НИД 4    |          | ВЕЛ 2    | ГЕР 5    | АВТ 8    | ИТА 2    | КАН 2    | США 3    |          |          |          |          |          |          | 2     | 33   |
| 1971 | March                           | 711   | Alfa Romeo V8 |          |          |          |          | ФРА Сход |          |          |          |          |          |          |          |          |          |          |          |          | 2     | 33   |
| 1972 | March                           | 721   | Cosworth V8   | АРГ 6    | ЮАР 5    |          |          |          |          |          |          |          |          |          |          |          |          |          |          |          | 9     | 12   |
| 1972 | March                           | 721X  | Cosworth V8   |          |          | ИСП Сход | МОН 11   | БЕЛ 9    |          |          |          |          |          |          |          |          |          |          |          |          | 9     | 12   |
| 1972 | March                           | 721G  | Cosworth V8   |          |          |          |          |          | ФРА 5    | ВЕЛ 7    | ГЕР 3    | АВТ 12   | ИТА 9    | КАН ДСК  | США 4    |          |          |          |          |          | 9     | 12   |
| 1973 | Lotus                           | 72D   | Cosworth V8   | АРГ Сход | БРА Сход | ЮАР 11   |          |          |          |          |          |          |          |          |          |          |          |          |          |          | 3     | 52   |
| 1973 | Lotus                           | 72E   | Cosworth V8   |          |          |          | ИСП Сход | БЕЛ Сход | МОН 3    | ШВЕ 2    | ФРА 1    | ВЕЛ 2    | НИД 11   | ГЕР Сход | АВТ 1    | ИТА 1    | КАН Сход | США 1    |          |          | 3     | 52   |
| 1974 | Lotus                           | 72E   | Cosworth V8   | АРГ 13   | БРА 6    |          |          |          | МОН 1    | ШВЕ Сход | НИД 8    | ФРА 1    | ВЕЛ 10   |          | АВТ Сход | ИТА 1    | КАН 3    | США Сход |          |          | 5     | 35   |
| 1974 | Lotus                           | 76    | Cosworth V8   |          |          | ЮАР Сход | ИСП Сход | БЕЛ Сход |          |          |          |          |          | ГЕР 4    |          |          |          |          |          |          | 5     | 35   |
| 1975 | Lotus                           | 72E   | Cosworth V8   | АРГ Сход | БРА 15   | ЮАР 10   | ИСП Сход | МОН 4    | БЕЛ Сход | ШВЕ 9    | НИД 15   | ФРА 10   | ВЕЛ Сход | ГЕР Сход | АВТ 5    | ИТА Сход | США 5    |          |          |          | 13    | 6    |
| 1976 | Lotus                           | 77    | Cosworth V8   | БРА Сход |          |          |          |          |          |          |          |          |          |          |          |          |          |          |          |          | 11    | 10   |
| 1976 | March                           | 761   | Cosworth V8   |          | ЮАР Сход |          | ИСП Сход | БЕЛ Сход | МОН Сход | ШВЕ 7    | ФРА 19   | ВЕЛ Сход | ГЕР Сход | АВТ 6    | НИД Сход | ИТА 1    | КАН 9    | США Сход | ЯПО Сход |          | 11    | 10   |
| 1976 | Theodore Racing                 | 761   | Cosworth V8   |          |          | СШЗ 10   |          |          |          |          |          |          |          |          |          |          |          |          |          |          | 11    | 10   |
| 1977 | Tyrrell                         | P34   | Cosworth V8   | АРГ Сход | БРА Сход | ЮАР Сход | СШЗ Сход | ИСП 8    | МОН Сход | БЕЛ 3    | ШВЕ Сход | ФРА 12   | ВЕЛ Сход | ГЕР 9    | АВТ 5    | НИД Сход | ИТА 6    | США 16   | КАН Сход | ЯПО Сход | 14    | 7    |
| 1978 | Lotus                           | 78    | Cosworth V8   | АРГ 5    | БРА Сход | ЮАР 1    | СШЗ 4    | МОН Сход | БЕЛ 2    |          |          |          |          |          |          |          | ИТА Сход |          |          |          | 2     | 51   |
| 1978 | Lotus                           | 79    | Cosworth V8   |          |          |          |          |          |          | ИСП 2    | ШВЕ 3    | ФРА 2    | ВЕЛ Сход | ГЕР Сход | АВТ 1    | НИД 2    |          | США      | КАН      |          | 2     | 51   |